# ヒューゴー・ガーンズバック
ヒューゴー・ガーンズバック（Hugo Gernsback、[ˈɡɜːrnzˌbæk]、1884年8月16日 - 1967年8月19日）は、ルクセンブルク出身のアメリカ合衆国の発明家、著作家、雑誌出版者・編集者であり、世界初のSF雑誌などの雑誌出版で知られている。サイエンス・フィクションのジャンルにおける貢献は、作家としても出版者としても非常に大きく、小説家のH・G・ウェルズやジュール・ヴェルヌと並んで「SFの父」と呼ばれることもある。SF界で著名なヒューゴー賞は、ガーンズバックにちなんで名づけられている。

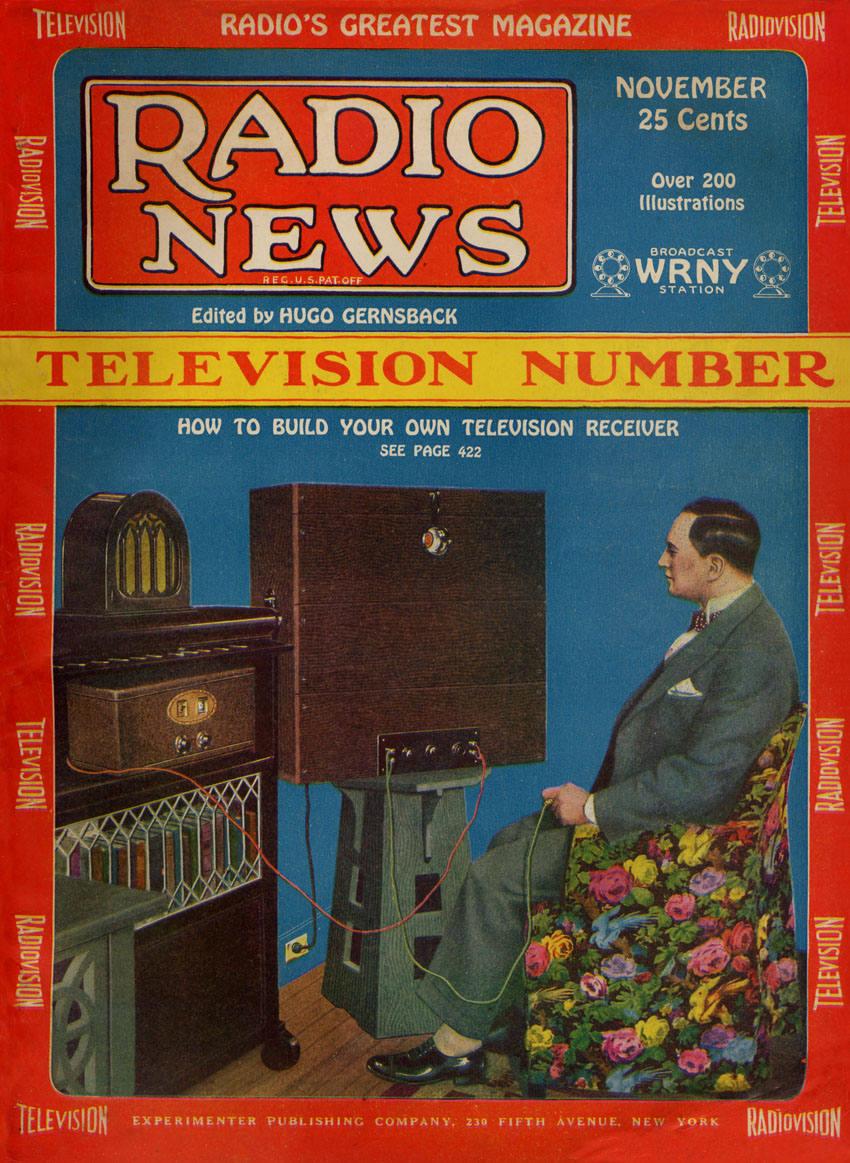
『ラジオニュース』1928年11月号の表紙に描かれたガーンズバック。自身の放送局 WRNY から放送されているテレビを見ている様子。

## 若年期と教育
ガーンズバックは1884年8月16日に、比較的裕福なワイン商の息子フーゴー・ゲルンスバッハー(Hugo Gernsbacher)として、ルクセンブルクで生まれた。一家はユダヤ系だった。
子供のころ、父のワイン醸造所の雑役夫が呼鈴システム（ベル、電線、バッテリー、押しボタンで構成）を工事している様子をつぶさに観察し電気に興味をもった。やがて通信販売で工作部材を集め、ドア・ブザーと簡易インターフォンを考案し、それを隣家に付けては小遣い銭を得るようになった。また12歳のときに（男子立入り禁止の）女子修道院のインターフォン・システムを請け負ったが、まもなく13歳となったためローマ教皇より特別の許しを得て工事を続行し完成させたという。
ガーンズバックはブリュッセルの全寮制学校を卒業し、ドイツのビンゲンにある工科大学で電気工学を学んだ。はじめての無線実験の経験はこの大学でのことだった。

## 業績

### 発明家
高性能の新型バッテリーを発明し、これを商品化するために1904年2月にアメリカに移住し、後に帰化して英語風にヒューゴー・ガーンズバック(Hugo Gernsback)に改名した。
1904年秋、ガーンズバックは新型バッテリーの売込み中に、欧州では当たり前の電気部品が米国では品薄なことに気付き、ニューヨークにThe Electro Importing Companyを設立して、輸入電気部品の通信販売を手掛けるようになった。1905年、ガーンズバックはドイツ時代の無線実験の経験をもとに、世界初となる一般大衆向け無線電信機「テリムコ」の開発と商品化に成功した。「テリムコ」は今でいうところの短波から超短波帯の火花送信機とコヒーラ受信機が組になった商品で、同年11月に雑誌広告を出し、全米へ通信販売をはじめた。先進諸国では電信法や電波法により政府が電波を管理していたが、唯一アメリカだけは電波の使用を国民の自由に任せていた。そのため無線機の操作資格や許可証は不要であり、テリムコ無線電信機は「大衆の無線機」として大ヒットとなった。

### 雑誌編集者
初期のテリムコ・ユーザーは自己の送信機と受信機で到達距離を試していたに過ぎなかったが、1907年頃より趣味・娯楽として相互交信を楽しむ「アマチュア無線」が子供たちにより形成されていった。通信販売事業においては、いかに魅力的な商品カタログを仕上げるかが重要である。また販売部品の使用方法や技術解説などを丁寧にドキュメント化する必要もある。ガーンズバックはこれらの作業を通じて、無線通信や無線実験を専門とする月刊雑誌を編集・出版することを思い立ったのである。
1907年頃のアメリカにはいくつもの科学雑誌や電気雑誌はあったが、無線専門誌はまだなかった。1908年4月、一般大衆に無線界の最新ニュースを提供すると同時に、無線知識の啓蒙を目的とする、世界初の無線専門雑誌『モダン・エレクトリックス』（1908年 - 1914年）を創刊した。この雑誌の表紙にはこれはカタログであると書かれているが、記事、特集、プロットラインが含まれており、ほとんどの歴史家は、雑誌としての資格が与えられると述べている。ガーンズバックの狙いは的中し、学生を中心に無線実験が全米に広まった。
その後もガーンズバックは、『エレクトリカル・エクスペリメンター』（The Electrical Experimenter, 1913年 - 1920年）、『ラジオ・アマチュア・ニュース』（Radio Amateur News → Radio News → Radio & Television News, 1919年 - 1959年）、『サイエンス・アンド・インヴェンション』（Science and Invention, 1920年 - 1931年）といった無線雑誌を次々に創刊した。

### アマチュア無線の先駆者
ガーンズバックは1908年12月に発売された『モダン・エレクトリックス』（1909年1月号）で読者に呼びかけて、無線通信の発展を目的とするアメリカ無線協会（Wireless Association Of America, WAOA）を創設し、全米のアマチュア無線家を組織した。その会長を三極真空管の発明者として知られたリー・ド・フォレスト（Lee de Forest）に依頼した。WAOAは営利を目的とせず、自分の無線局（受信専門局を含む）を持っている米国籍の無線実験家であれば誰でも入会でき、会費は無料である。1909年末にはWAOAの会員数が3000に達した。ちょうどアマチュア無線の電波が海軍局に混信を与えることが大きな社会問題となり始めた頃であり、WAOAのガーンズバックとド・フォレスト会長は、短波帯にいたアマチュアたちが、海軍局や商業局が使う低い周波数に降りてくることを自粛し、無益なトラブルを避けるべきだと指導していた。
1909年5月、ガーンズバックはWAOAよりコールブック（無線局名録）"Wireless Blue Book" を出版した。全世界の無線局名録としては米国海軍省が1906年より毎年発行しているが、民間組織による発行はこれが最初である。またWAOAのものにはアマチュア局も収録されており、アマチュア無線のコールブックとしても世界最古のものである。
1909年12月に電波を国家管理するロバーツ法案が提出されたが、これにはアマチュア無線の禁止が含まれていたため、ガーンズバックが反対運動を始めた。軍用局や商業局へ混信を与える「学生小児実験家」（アマチュア無線家）を締め出す法案と、それに反対するガーンズバックの様子が、日本の逓信省職員の機関誌ともいえる『通信協会雑誌』で伝えられている。これが、アマチュア無線というものが日本に伝えられた最初だった。

### SF作家・雑誌編集者

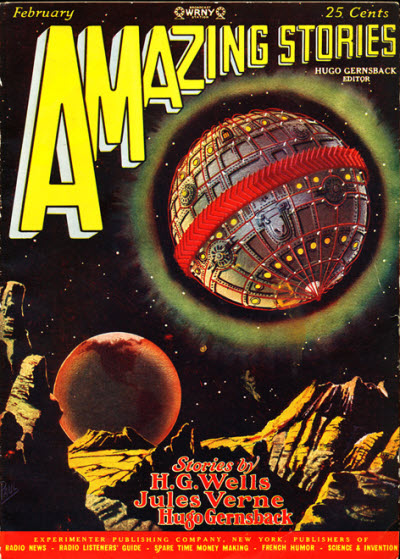
ガーンズバックの2作目の小説『ミュンヒハウゼン男爵の科学的冒険』は、1928年に『アメイジング』誌に連載され、2月号の表紙を飾った。

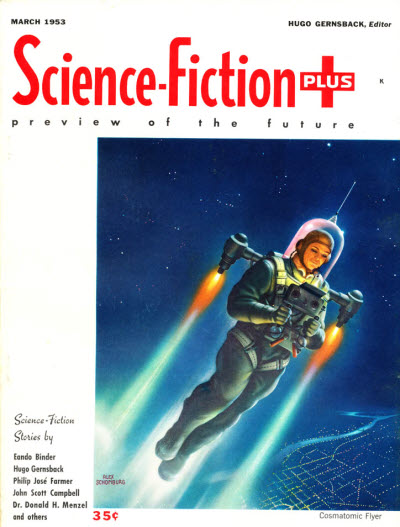
ガーンズバックの短編小説『コスマトミック・フライヤー』は、Greno Gashbuckの別名で、1953年にガーンズバックの『サイエンス・フィクション・プラス』誌の創刊号の表紙を飾った。

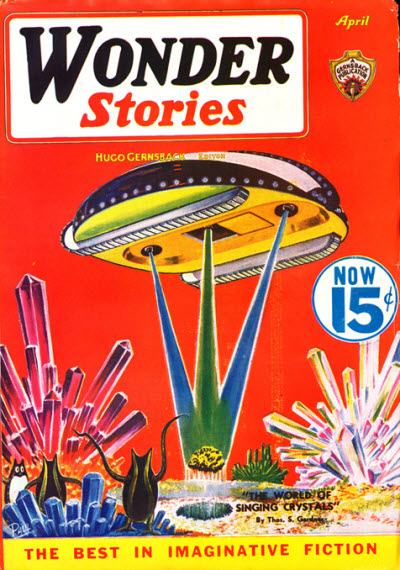
ガーンズバックの10年にわたるSF雑誌の出版は、1936年の『ワンダーストーリーズ』の最終号で幕を閉じた。1950年代に短期間携わった『サイエンス・フィクション・プラス』を除けば、彼がその仕事に戻ることはなかった。

『モダン・エレクトリックス』誌（1911年4月号）で予定していた記事が入稿されない事態が起き、そのページを埋めるために、編集者であるガーンズバック自身が執筆したのが、近未来SF小説『ラルフ124C41+ ──2660年のロマンス』であった。これが評判となり、1年間の連載となった。のちの1926年、ガーンズバックは世界初のSF専門誌『アメージング・ストーリーズ』を創刊した。同誌は、過去の優れたSF作品の再録や投書欄、読者の作品コンテストが人気を集めた。これによりガーンズバックは、“アメリカSFの父”“現代SFの父”と呼ばれるようになった。
1925年にはラジオ局WRNYを設立し、マンハッタンのルーズベルト・ホテルの18階から放送していた。1928年にはテレビ放送を行い、世界初のテレビ局の1つとなった。
ガーンズバックは資産があったが、事業としてニューヨーク初のテレビ放送の実験を行ったり自分の給料を高くする一方で、作家や商売相手への支払いが遅れていた。1929年に印刷所と紙問屋から訴えられ、『アメージング・ストーリーズ』などを出版していたエクスペリメンター出版は破産し、人手に渡った。ガーンズバックはすぐに新しい会社・ガーンズバック出版を設立し、『サイエンス・ワンダー・ストーリーズ』など新しいSF雑誌を3つ、無線雑誌『ラジオクラフト』を立ち上げた。
ガーンズバックは1930年に『サイエンス・ワンダー・ストーリーズ』と『エア・ワンダー・ストーリーズ』を合併させて『ワンダー・ストーリーズ』を創った。『アメージング・ストーリーズ』同様に、投書欄に誌面を大きく取り、SFファンの活動を発展させた。しかし、後発のSF雑誌『アスタウンディング』が発展するにつれ、『ワンダー・ストーリーズ』の読者は減少していった。さらに、原稿料の安さや支払いの遅さといった問題があり、作家のドナルド・A・ウォルハイムらにより訴えられた。1936年にガーンズバックは『ワンダー・ストーリーズ』を売却し、SFから離れて無線雑誌『ラジオ＝クラフト』（後に『ラジオ＝エレクトロニクス』に改題）と、1933年に創刊した性教育に対する科学的取り組みを扱った雑誌『セクソロジスト』の2つに注力していった。
1953年、世界SF大会にてSF功労賞（1993年にヒューゴー賞と改名）が創設され、1960年にはガーンズバック自身に特別賞が贈られた。

## 私生活
1906年にはRose Harvey、1921年にはDorothy Kantrowitz、1951年にはMary Hancherと3度結婚した。
1967年8月19日、ニューヨークのルーズベルト病院（現在のマウント・サイナイ・ウェスト病院）で死去した。

## 作品リスト
- Ralph 124C 41+ （1911年）
  - 川村哲郎訳『ラルフ124C41+』早川書房〈ハヤカワ・SF・シリーズ〉、1966年
  - 中上守訳「ラルフ124C41+」『世界SF全集 4 ガーンズバック テイン』早川書房、1971年、所収
  - 他に、『27世紀の発明王』などの児童向け抄訳版もある。
- Baron Münchhausen's Scientific Adventures （1915年）
  - 小隅黎訳「ミュンヒハウゼン男爵の科学的冒険」『世界SF全集 4 ガーンズバック テイン』所収（抄訳）